# کنترل الکترونیکی سرعت
کنترل‌کنندهٔ الکترونیکی سرعت (به انگلیسی: electronic speed control) یا (ESC)، یک مدار الکترونیکی است که سرعت یک موتور الکتریکی را کنترل و تنظیم می‌کند. همچنین این کنترل‌کننده می‌تواند با تغییر وضعیت موتور به حالت ژنراتوری، برای موتور ترمز الکتریکی فراهم کند. در این فرایند موتور به صورت یک ژنراتور عمل کرده و انرژی جنبشی موتور را به انرژی الکتریکی تبدیل می‌کند که این امر باعث کاهش انرژی مکانیکی روتور و در نتیجه کاهش سرعت آن می‌شود. کنترل‌کنندهٔ الکترونیکی سرعت مینیاتوری در وسایل کنترل از راه دور که با انرژی الکتریکی کار می‌کنند (مانند ماشین کنترلی) به کار می‌رود. وسایل نقلیه الکتریکی بزرگ (مانند خودروی الکتریکی و تراموا) نیز سیستم‌هایی برای کنترل سرعت موتورهای محرک خود دارند.

## عملکرد
یک کنترل‌کننده الکترونیکی  سرعت، سرعت سیگنال مرجع (که از یک دریچه گاز، اهرم هدایت یا ورودی دستی دیگری  مشتق شده‌است) و نرخ تغییر شبکهٔ ترانزیستور اثر میدانی (FETs) را تغییر می‌دهد. در نتیجه با تنظیم پریود یا سوئیچینگ فرکانس ترانزیستور، می‌توان سرعت موتور را تغییر داد. سوئیچینگ سریع ترانزیستور باعث می‌شود موتور مشخصهٔ بلند شکایتش را به خصوص در سرعت‌های پایین‌تر منتشر کند. 
انواع مختلف کنترل سرعت برای موتور با جاروبک دی‌سی و موتور بدون جاروبک دی‌سی مورد نیاز است. یک موتور DC می‌تواند سرعت خود را با تغییر ولتاژ در آرمیچر کنترل کند. (از منظر صنعت، موتورهایی با آهنربای الکتریکی سیم پیچی‌های میدان به جای آهنرباهای دائم همچنین می‌توانند سرعت خود را با تنظیم قدرت موتور میدان جاری، کنترل کنند) یک موتور بدون فرچه به یک اصل عامل متفاوت نیاز دارد. سرعت موتور با تنظیم زمان پالس‌های جریان ارسال شده به چندین سیم پیچ موتور تغییر می‌کند.

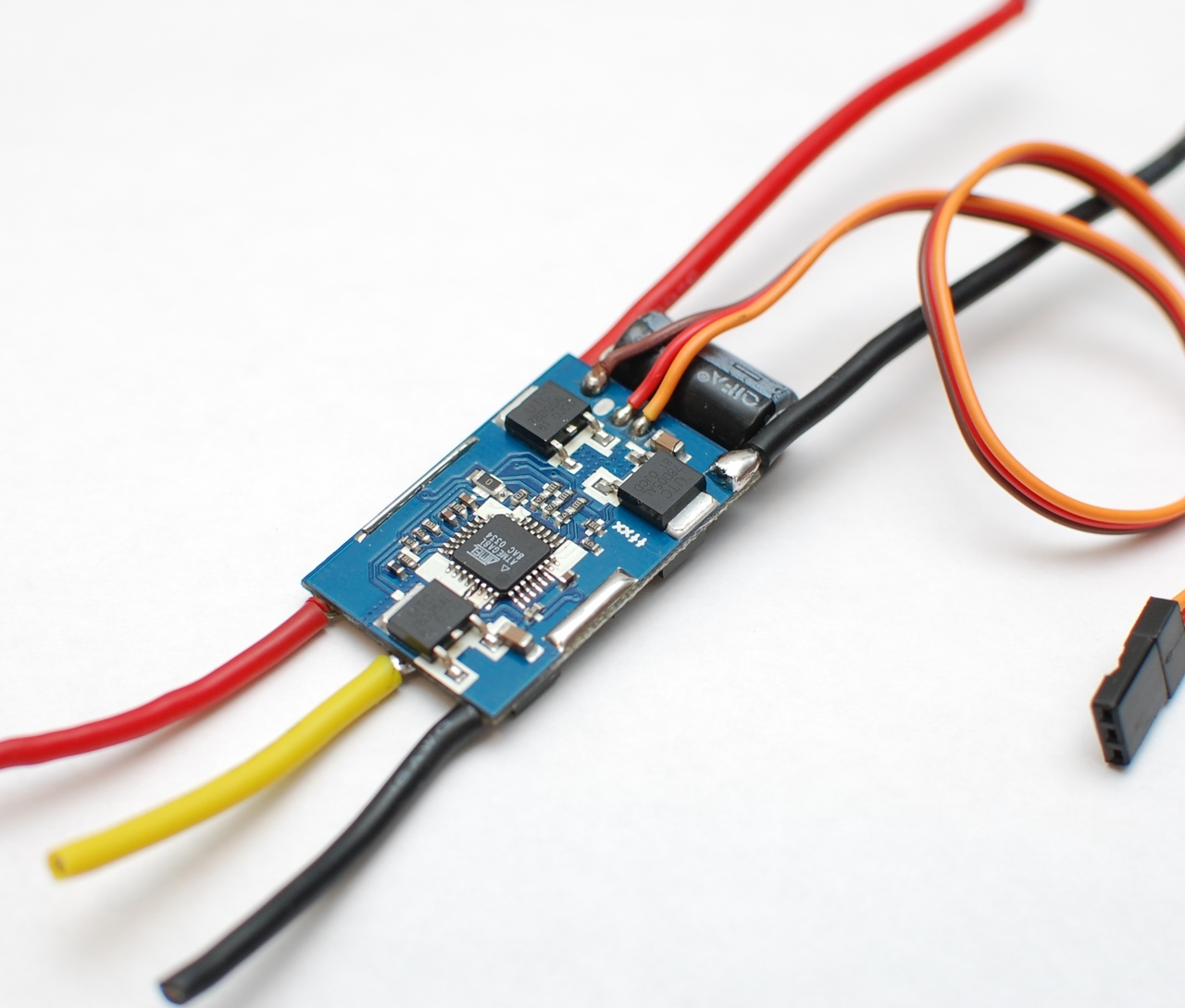
ماژول ESC عمومی با امتیاز ۳۵ آمپر همراه با BEC یکپارچه

سیستم ESC Brushless اساساً قدرت سه فاز AC در یک درایو فرکانس متغیر، مثلاً موتور الکتریکی بدون فرچه ایجاد می‌کند. موتور الکتریکی بدون فرچه هواپیماهای hobbyists که به شکل رادیویی کنترل می‌شوند، به دلیل ضریب انتفاع، قدرت، طول عمر و وزن سبک در مقایسه با موتورهای فرچه دار سنتی شناخته‌شده‌تر هستند. کنترل‌ کننده‌های موتور AC بدون فرچه بسیار پیچیده‌تر از کنترل کننده‌های موتور فرچه‌دار هستند.
فاز صحیح با چرخش موتور تغییر می‌کند که برای به حساب ESC گرفته شدن، معمولاً back EMF موتور، برای تشخیص این چرخش استفاده می‌شود، اما بعضی پارامترها از مغناطیس (اثر هال) یا آشکارسازهای نوری استفاده می‌کنند. به‌طور کلی کنترل سرعتی که با کامپیوتر قابل برنامه‌ریزی است گزینه‌های مشخص شده ای دارد که تنظیم حد قطع ولتاژ پایین، زمان‌بندی، شتاب، ترمز و جهت چرخش را توسط کاربر امکان‌پذیر می‌کند. همچنین معکوس کردن جهت موتور ممکن است با تعویض هر دو قطب از سه قطب اتصال از ESC به موتور انجام شده باشد.

## طبقه‌بندی
ESC معمولاً بنابر حداکثر جریان ارزیابی شده‌است، برای مثال کنترل کننده‌های سرعت ۲۵ آمپری. به‌طور کلی هرچه جریان اسمی بالاتر باشد ESC بزرگ‌‌‌‌‌‌تر و سنگین‌تر خواهد بود که این موضوع هنگام محاسبه جرم و تعادل در هواپیما اهمیت دارد. بسیاری از ESCهای مدرن باتری‌های nickel metal hydride، یون لیتیوم پلیمر و لیتیوم آهن فسفات با گستره‌ای از ورودی و ولتاژ قطع را پشتیبانی می‌کنند. نوع باتری و تعداد سلول‌های متصل، چه ساخته شده داخل کنترل‌کننده یا به عنوان یک واحد مستقل، هنگام انتخاب یک battery eliminator circuit (BEC)، یک فاکتور مهم است. اگر از یک تنظیم کنندهٔ ولتاژ خطی استفاده کند، سلول‌های متصل بیشتر باعث کاهش نرخ قدرت و در نتیجه پشتیبانی فرمان یارهای کمتری توسط یک BEC مجتمع می‌شود. یک BEC که به خوبی طراحی شده و از تنظیم کنندهٔ سوئیچینگ استفاده می‌کند، نباید محدودیت‌های مشابه داشته باشد.

## برنامه‌های کاربردی خودرو
ESCهای بزرگ با جریان بالا در اتومبیل‌های الکتریکی مانند نیسان لیف و تسلا رودستر (۲۰۰۸) با مدل S، مدل X، مدل ۳ و Chevrolet Bolt استفاده می‌شوند. دریافت انرژی معمولاً برحسب کیلو وات اندازه‌گیری می‌شود (نیسان لیف، به عنوان مثال، ۸۰ کیلووات موتور ک ۲۱۰ فوت پوند گشتاور تولید می‌کند، استفاده می‌کند). اکثر خودروهای برقی با تولید انبوه از موتور AC استفاده می‌کنند که با استفاده از موتور به عنوان یک ژنراتور و آهسته‌سازی ماشین باعث می‌شود ESC هنگام حرکت در سرازیری انرژی بگیرد. این انرژی ذخیره شده برای شارژ باتری استفاده می‌شود و در نتیجه محدوده رانندگی ماشین گسترش می‌یابد (این فرایند به عنوان احیاکننده ترمز شناخته شده‌است). در برخی از وسایل نقلیه مانند وسایل نقلیه‌ای که توسط تسلا تولید شده‌اند، این قابلیت می‌تواند به خوبی به منظور آهسته‌سازی مورد استفاده قرار گیرد به طوری که ترمز معمولی خودرو تنها در سرعت‌های خیلی پایین مورد نیاز باشد (اثر ترمز موتور با کاهش سرعت کم می‌شود). در وسایل نقلیهٔ دیگر مانند نیسان برگ، که تنها درصد کمی از اثر «کشیدن» هنگام سرازیری وجود دارد، ESC برای متوقف کردن ماشین روش انرژی گرفتن متوالی با ترمز معمولی ماشین را مدوله می‌کند.
برخی از ماشین‌های الکتریکی سفارشی (که معمولاً توسط علاقه‌مندان به استفاده از شاسی، بدنه و انتقال یک وسیلهٔ نقلیه موجود ساخته شده‌است)، به دلیل هزینه پایین‌تر و سیم‌کشی ساده‌تر از موتورهای DC به جای AC استفاده می‌کنند. از آن جا که موتورهای DC نمی‌توانند برای سیستم ترمز احیاکننده مورد استفاده قرار گیرند، این وسایل نقلیه با وجود باتری یکسان و تمام عوامل دیگر مساوی نمی‌توانند همان مسافت را طی کنند و به اندازهٔ موتورهای AC در RPMها با خیال راحت حرکت کنند، بسیاری از خودروهای الکتریکی سفارشی یک انتقال چند سرعته از برخی انواع را حفظ می‌کنند. چون موتورهای الکتریکی گشتاور کامل از صفر RPM دارند، خودرو همچنان می‌تواند در دنده بالا شروع به حرکت کند، اما شروع کردن در دندهٔ پایین باعث شتاب سریع تر، دریافت جریان پایین‌تر، فرسایش و گسیختگی کمتر می‌شود. این یک دیدگاه محدود از سیستم است؛ در واقع جریان و گشتاور متناسب توسط باتری یا دستگاه‌های قدرت به منظور کنترل موتور، محدود می‌شوند به طوری که یک انتقال می‌تواند برای افزایش گشتاور در وسیله نقلیه کم سرعت مفید باشد. درست مانند بنزین و سوخت. چون معمولاً برای آن که حداکثر گشتاور حاصل شود، افزایش حجم موتور ساده‌تر است، وزن یک انتقال را می‌توان برابر با موتور در نظر گرفت.
ESCهای مورد استفاده در تولید انبوه خودروهای برقی با موتورهای AC معمولاً قابلیت معکوس کردن دارند که به موتور اجازه می‌دهند در هر دو جهت حرکت کند. خودرو دارای تنها یک نسبت دنده است و موتور به سادگی برای به حرکت درآوردن خودرو در جهت مخالف، در جهت مخالف کار می‌کند. برخی از خودروهای برقی سفارشی با موتورهای DC نیز قادرند برای معکوس کردن جهت موتور، از یک سوئیچ الکتریکی استفاده کنند، اما سایر وسایل نقلیه در همهٔ زمان‌ها موتور را در همان جهت اولیه حرکت می‌دهند و از یک انتقال سنتی دستی یا اتوماتیک به جهت معکوس استفاده می‌کنند (معمولاً این راه آسان‌تر است، چون وسیلهٔ نقلیه ای که برای تبدیل استفاده می‌شود در حال حاضر انتقال را دارد، و موتور الکتریکی به سادگی در محل موتور اصلی نصب شده‌است).

### دوچرخه برقی

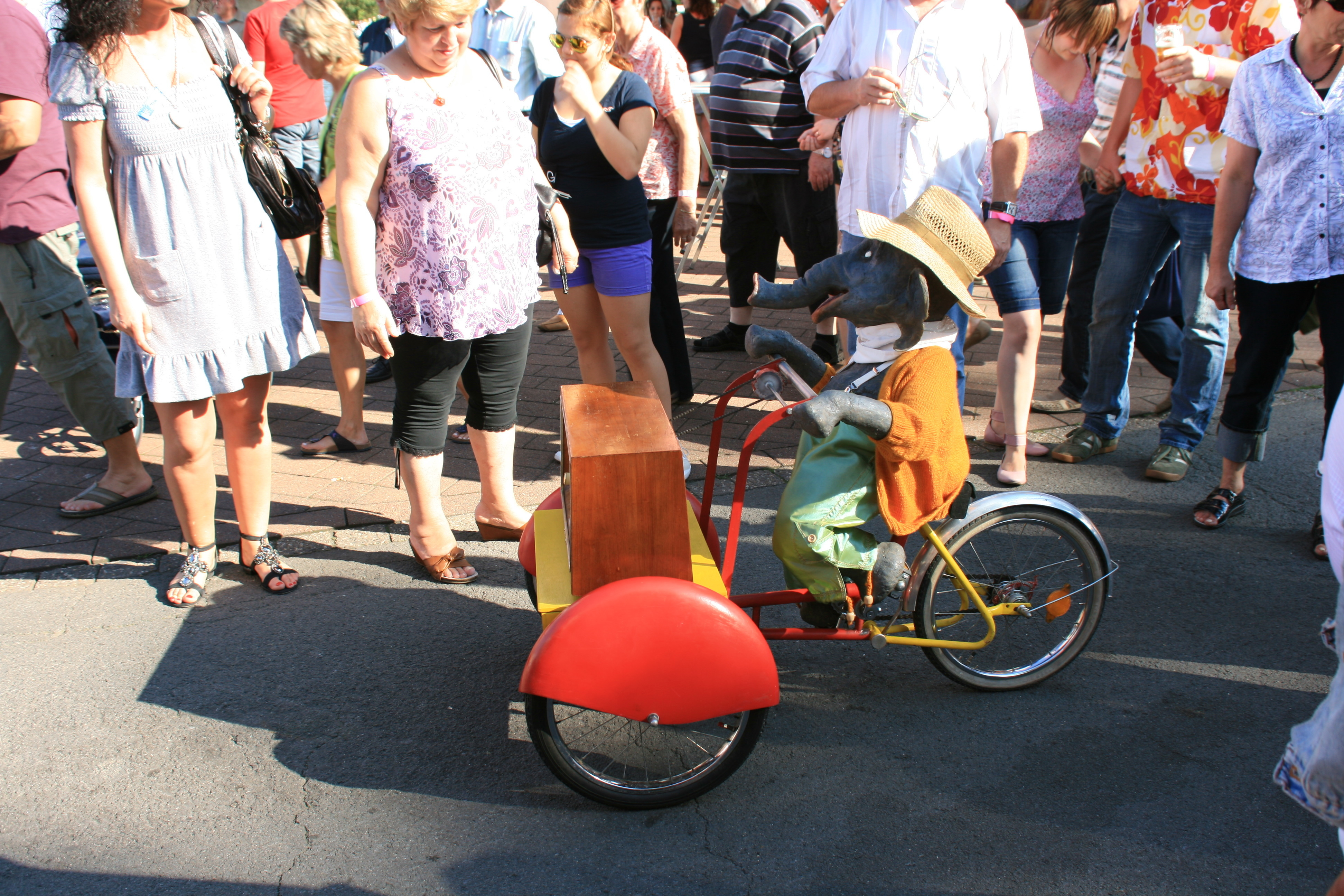
دوچرخهٔ الکترونیکی

در یک دوچرخه برقی، موتور استفاده شده به گشتاور اولیهٔ بالا نیاز دارد در نتیجه از سنسور هال کاهش برای اندازه‌گیری سرعت استفاده می‌کند. کنترل‌کننده دوچرخه‌های برقی به‌طور کلی از سنسورهای نرم‌افزار ترمز استفاده می‌کنند، پدال سنسورها را می‌چرخانند و سرعت موتور که توسط پتانسیومتر قابل تنظیم است را تعیین می‌کند، سیستم کنترل سرعت حلقه بسته از طریق حفاظت اضافی ولتاژ، اضافی جریان و حفاظت حرارتی، سرعت را به دقت تنظیم می‌کنند. سنسورهای گشتاور پدال گاهی اوقات برای فعال کردن کمک موتور متناسب با گشتاور اعمال شده و گاهی برای احیاکننده ترمز، استفاده می‌شوند اما ترمز و جرم کم دوچرخه انرژی بازیابی شده را محدود می‌کند. یک پیاده‌سازی برای یک موتور ۲۰۰ وات و ۲۴ ولت بدون فرچهٔ DC (BLDC) توصیف شده‌است.
P. A. S یا پاس ممکن است در لیست قطعات کیت‌های تبدیل الکتریکی برای دوچرخه که به سنسور کمک پدال یا گاهی اوقات سنسور کمک پدال پالس اشاره دارد، ظاهر شود. پالس معمولاً به یک آهنربا مربوط می‌شود که سرعت اولیهٔ چرخش میل لنگ را اندازه می‌گیرد. تعبیهٔ سنسورهای فشار پدال زیر پا امکان‌پذیر است اما معمول نیست.

## برنامه‌های کاربردی کنترل از راه دور
یک ESC ممکن است به عنوان یک واحد مستقل، وقتی وسیله در بیشترین toy-grade R/C وسایل نقلیه است، شاخه را به کانال کنترل دریچه گاز گیرنده متصل کند یا به خود گیرنده وصل شده باشد. برخی از تولیدکنندگان R/C که به شکل اختصاصی hobby-grade الکترونیک در entry-level وسایل نقلیه، کشتی یا هواپیما نصب می‌کنند، از پردازنده‌های الکترونیکی که این دو را در یک مدار ترکیب می‌کنند،استفاده می‌کنند.
کنترل سرعت الکترونیکی برای مدل RC وسایل نقلیه ممکن است یک battery eliminator مدار را به تنظیم ولتاژ برای گیرنده‌ها، بیامیزد. تنظیم کننده ممکن است خطی یا حالت متغیر باشد. ESCها در معنای وسیع تر کنترل کننده‌های PWM برای موتورهای الکتریکی هستند و به‌طور کلی ۵۰ هرتز اسمی PWM سیگنال ورودی فرمان یار می‌پذیرند که عرض پالسش از 1 ms به 2 ms تغییر می‌کند. زمانی که با 1 ms در ۵۰ هرتز عرضه شده، ESC با خاموش کردن موتور متصل به خروجی اش پاسخ می‌دهد. یک سیگنال ورودی با عرض پالس 1.5 ms موتور را با حدود نصف سرعت به حرکت درمی‌آورد. زمانی که سیگنال با 2.0 ms ارائه شده، موتور در سرعت کامل به حرکت در می‌آید.

### اتومبیل ها
ESCهای طراحی شده برای ورزش که در اتومبیل‌ها به کار می‌روند عموما قابلیت معکوس کردن دارند؛ کنترل‌های ورزشی جدیدتر قابلیت معکوس کردن به شکل بازنویسی شده دارند به طوری که نمی‌توانند در یک مسابقه مورد استفاده قرار بگیرند. کنترل‌های طراحی شده به‌طور خاص برای مسابقه و حتی برخی از کنترل‌های ورزشی دارای مزیت افزوده ترمز متحرک هستند. ESC با قرار دادن یک بار الکتریکی در سراسر آرماتور، موتور را وادار می‌کند تا به عنوان یک ژنراتور رفتار کند. این موضوع به سهم خود باعث می‌شود که آرماتور سخت‌تر بچرخد و در نتیجه سرعت مدل کاهش یابد یا کلا متوقف شود. برخی از کنترل کننده‌ها هماهنگ با احیاکننده ترمز هستند و به منفعت آن اضافه می‌کنند.

### هلیکوپتر

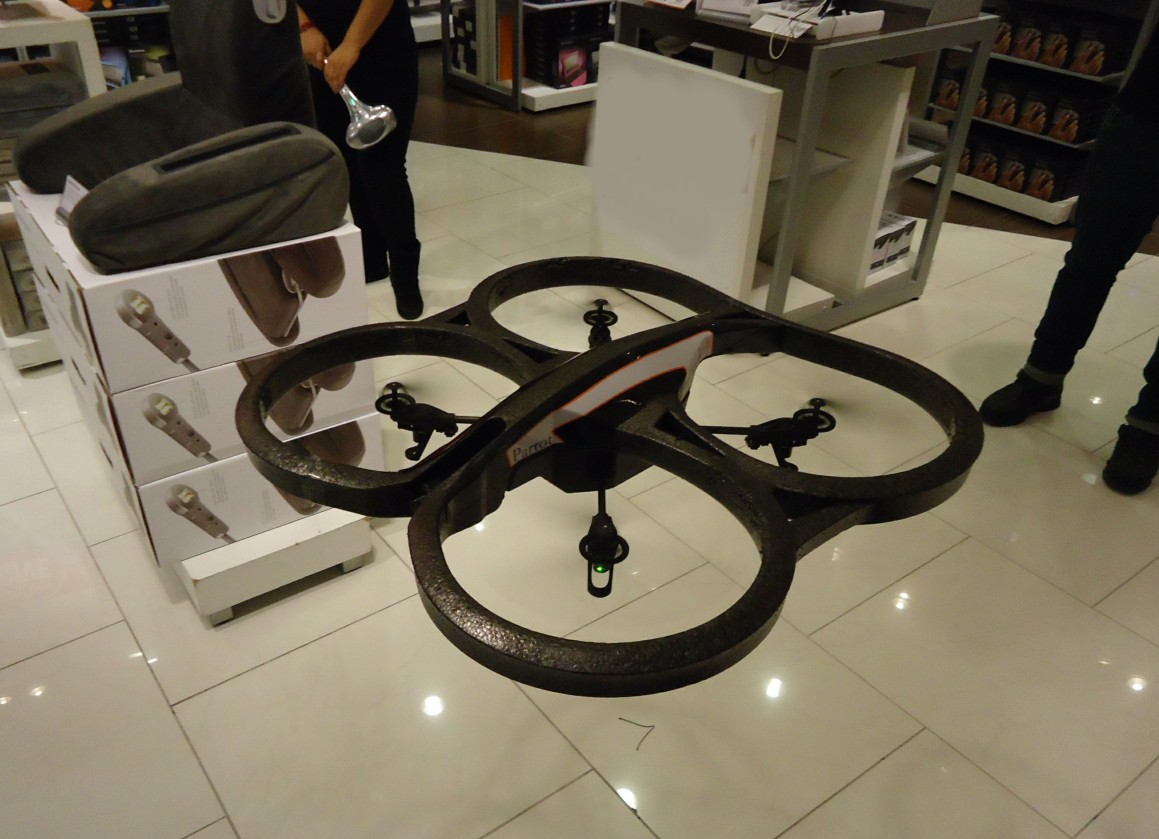
هواپیماهای بدون سرنشین

ESCهای طراحی شده برای هلیکوپترهایی که به شکل رادیویی کنترل می‌شوند، نه به قابلیت ترمز (از آنجا که یک راه تکیه گاه، ممکن است آن را ناکارآمد کند) و نه به جهت معکوس نیاز دارند (اگر چه از آن جایی که سیم‌های موتور اغلب دسترسی دشواری دارند و به محض نصب تغییر می‌کنند، می‌تواند مفید باشد).
بسیاری از ESCهای هلیکوپترهای high-end یک  حالت " فرماندار " ارائه می‌دهند که RPM این موتور را در یک سرعت مشخص ثابت می‌کند و تا حد زیادی به پرواز CCPM-based کمک می‌کند. این ویژگی در کوآدکوپترها هم استفاده می‌شود.

### هواپیما ها
ESCهای طراحی شده برای هواپیماهایی که به شکل رادیویی کنترل می‌شوند، معمولاً شامل چند خصیصهٔ ایمنی هستند. اگر قدرتی که از باتری دریافت‌ شده برای ادامهٔ فعالیت موتور الکتریکی کافی نباشد، ESC تا زمانی که امکان تداوم استفاده از aileronها، سکان و عملکرد آسانسور وجود دارد، قدرت موتور را کم یا قطع خواهد کرد. این قابلیت امکان حفظ کنترل امن هواپیما ضمن پرواز سبک یا پرواز کم قدرت را به خلبان می‌دهد.

### قایق ها
ESCهای طراحی شده برای قایق‌ها ضرورتاً ضدآب هستند. این ساختار آب‌بندی شده به‌طور قابل توجهی از ESCهای غیر دریایی با تعداد بیشتری محفظهٔ هوای محبوس، متفاوت است. در نتیجه نیاز به خنک کردن موتور و ESC برای جلوگیری از شکست سریع مطرح می‌شود. اکثر ESCهای marine-grade توسط گردش آب به حرکت درآمده توسط موتور یا پروانهٔ منفی خلاء در نزدیکی محور محرکهٔ خروجی خنک شده‌اند. ESC قایق مانند ESC ماشین قابلیت ترمز و معکوس کردن دارد.

### کوادکوپترها
کنترل کننده‌های الکترونیکی سرعت (ESC) یک جزء ضروری از quadcopterهای مدرن (و همه multirotorها) هستند که قدرت و فرکانس بالا، وضوح بالا، قدرت ۳ فاز AC موتور را در یک بستهٔ بسیار جمع و جور مینیاتوری ارائه می‌دهند. این هنر و صنعت به‌طور کامل بستگی به سرعت متغیر موتور محرک ملخ هواپیما دارد. این تنوع گسترده و کنترل RPM خوب در سرعت موتور/پایه، تمام کنترل‌های موردنیاز یک کوادکوپتر (و همه multirotorها) برای پرواز را فراهم می‌کند.
کوادکوپترهای ESC معمولاً می‌توانند در مقایسه با استاندارد سیگنال ۵۰ هرتز که در بسیاری از برنامه‌های کاربردی RC استفاده می‌شود، یک نرخ به روز رسانی سریع تر را به کار برند. گستره‌ای از پروتکل‌های ESC فراتر از PWM برای روز مدرن multirotor مورد استفاده هستند، از جمله Oneshot42 ،Oneshot125 ،Multishot و DShot .DShot یک پروتکل دیجیتال است که نسبت به کنترل کلاسیک آنالوگ مزایایی از جمله رزولوشن بالاتر، CRC چک سام و عدم نوسان رانش (از بین بردن نیاز به کالیبراسیون) دارد. به روزترین پروتکل‌های ESCها می‌تواند در سرعت ۳۷٫۵ کیلوهرتز یا بیشتر با قاب DSHOT2400 با مصرف تنها ۶٫۵ µs ارتباط برقرار کنند.

## سفت افزار ESC
مدرن‌ترین ESC شامل یک میکروکنترلر است که سیگنال ورودی را تفسیر می‌کند و به‌طور مناسب، موتور با برنامهٔ تو کار یا سفت افزار را کنترل می‌کند. در برخی موارد تغییر کارخانهٔ این سخت‌افزار تو کار برای یک  سخت‌افزار متناوب، آشکارا دردسترس و متن‌باز میسر است. این موضوع به‌طور کلی به منظور انطباق ESC برای یک کاربرد خاص انجام شده‌است. امکان ارتقا سفت‌افزار برای برخی از ESCهای ساخته شده در کارخانه، توسط کاربر فراهم است. مابقی برای اتصال به یک برنامه‌نویس به لحیم کاری نیاز دارند.